# Arima Ko
Arima Ko (sinh ngày 22 tháng 8 năm 1917) là một cầu thủ bóng đá người Nhật Bản.

## Đội tuyển bóng đá quốc gia Nhật Bản
Arima Ko thi đấu cho Nhật Bản từ năm 1951.

## Thống kê sự nghiệp
| Đội tuyển bóng đá Nhật Bản | Đội tuyển bóng đá Nhật Bản | Đội tuyển bóng đá Nhật Bản |
| Năm                        | Trận                       | Bàn                        |
| -------------------------- | -------------------------- | -------------------------- |
| 1951                       | 3                          | 0                          |
| Tổng cộng                  | 3                          | 0                          |